# Yam (Zeitschrift)
Yam (Young Adult Magazine; eigene Schreibweise Yam!) war ein Jugendmagazin aus dem Axel-Springer-Verlag, das seit dem 13. September 2000 wöchentlich erschien. Bei Markteinführung kostete es 1 DM, später betrug der Verkaufspreis 1,30 Euro. Die verkaufte Auflage im ersten Quartal 2006 lag bei 253.185 Exemplaren.
Anfangs waren Teenager die Zielgruppe, damit stand die Zeitschrift u. a. in Konkurrenz mit dem Marktführer Bravo. Nach einer 2004 durchgeführten Werbeträgeranalyse waren 76 Prozent der Leserschaft von Yam im Alter zwischen 14 und 19 Jahren. Neben den aus anderen Magazinen bekannten Rubriken wie Berichterstattung über Stars aus dem Mainstream der Unterhaltungsbranche, Sexualberatung für Heranwachsende etc. versuchte sich Yam als Lifestyle-Magazin für Jugendliche zu positionieren, indem verstärkt Themen wie Internet- und Handynutzung behandelt wurden. Dadurch wurde die Zeitschrift mit einer Reichweite von 620.000 Lesern für die Werbeindustrie interessant. Im Bereich Lifestyle versuchte Yam im Sommer 2001, sich mit Falschmeldungen als Trendsetter zu etablieren; so berichtete die Zeitschrift fälschlicherweise von einer nichtexistierenden, auf „Belegfotos“ mit Hilfe von Models dargestellten deutschen White-Trash-Jugendszene.
Das Layout von Yam war unruhig, bildorientiert und gewollt „poppig“. Die Textbeiträge waren kurz und oberflächlich.
Neben der gedruckten Ausgabe gab es den von MSN betriebenen Internetauftritt, der zusätzlich zu Heftinhalten Interaktionsmöglichkeiten wie Chat anbot.
Geschäftsführer von Yam war Moritz von Laffert. Gründungschefredakteur war Gerald Büchelmaier (bis Juni 2001), gefolgt von Norbert Lalla (Juni 2001 bis Januar 2002) und Simon Peter (2002 bis 2008).
Seit dem 4. Februar 2007 lieferte Yam die Jugendbeilage zur Bild am Sonntag (Yam! BamS). Dabei ging es um Musik, Entertainment und Stars. Durch diesen Schritt sollten laut Springer-Verlag die Kompetenzen gebündelt werden, da beide Zeitschriften in diesem Verlag erschienen. Es wurde damit versucht, die zuvor eingebrochene Auflagenzahl zu steigern, was aber erfolglos blieb.
Im Frühjahr 2008 wurde die Yam relauncht, die Zielgruppe waren jetzt junge Erwachsene im Alter von 16 bis 26 Jahren. Das Logo und das Artwork wurden verändert, das Heft positionierte sich nunmehr als Lifestylemagazin mit Themen wie Stars, Musik, Kino, Mode und Beauty, Reportagen, Liebe und Sex, Handy und Internet. Unter dem neuen Aufmacher yam! - Dive into Life gab es seit Mai 2008 eine monatliche Ausgabe. Der Verkaufspreis lag anfangs bei 1,80 Euro, zuletzt bei 2,20 Euro. Chefredakteur war – wie bereits im zweiten Halbjahr 2001 – Norbert Lalla, der den Relaunch verantwortete. Mit dem Heft 1/2009 erschien die letzte Yam-Ausgabe, da die Zeitschrift wegen zu niedriger Auflagenzahlen eingestellt wurde.

## Auflagenstatistik
Im vierten Quartal 2007 lag die durchschnittliche verbreitete Auflage nach IVW bei 108.709 Exemplaren. Das sind 38.189 Exemplare pro Ausgabe weniger (−26,0 %) als im Vergleichsquartal des Vorjahres. Die Abonnentenzahl nahm innerhalb eines Jahres um 576 Abonnenten auf durchschnittlich 5.268 pro Ausgabe ab (−9,86 %); damit bezogen rund 4,85 % der Leser die Zeitschrift im Abo.
| Anzahl verbreiteten Ausgaben | Anzahl verbreiteten Ausgaben | Anzahl verbreiteten Ausgaben | Anzahl verbreiteten Ausgaben | Anzahl verbreiteten Ausgaben |
| ---------------------------- | ---------------------------- | ---------------------------- | ---------------------------- | ---------------------------- |
| Quartal                      |                              |                              | Auflage a                    |                              |
| IV/2001                      | IV/2001                      |                              | 372.673                      | 372.673                      |
| IV/2002                      | IV/2002                      |                              | 317.859                      | 317.859                      |
| IV/2003                      | IV/2003                      |                              | 284.223                      | 284.223                      |
| IV/2004                      | IV/2004                      |                              | 217.769                      | 217.769                      |
| IV/2005                      | IV/2005                      |                              | 234.743                      | 234.743                      |
| IV/2006                      | IV/2006                      |                              | 146.898                      | 146.898                      |
| IV/2007                      | IV/2007                      |                              | 108.709                      | 108.709                      |
| Quelle: IVW                  |                              |                              |                              |                              |

| Anzahl der Abonnements | Anzahl der Abonnements | Anzahl der Abonnements | Anzahl der Abonnements | Anzahl der Abonnements |
| ---------------------- | ---------------------- | ---------------------- | ---------------------- | ---------------------- |
| Quartal                |                        |                        | Abos a                 |                        |
| IV/2001                | IV/2001                |                        | 3.017                  | 3.017                  |
| IV/2002                | IV/2002                |                        | 5.202                  | 5.202                  |
| IV/2003                | IV/2003                |                        | 6.976                  | 6.976                  |
| IV/2004                | IV/2004                |                        | 6.573                  | 6.573                  |
| IV/2005                | IV/2005                |                        | 5.854                  | 5.854                  |
| IV/2006                | IV/2006                |                        | 5.844                  | 5.844                  |
| IV/2007                | IV/2007                |                        | 5.268                  | 5.268                  |
| Quelle: IVW            |                        |                        |                        |                        |